# Слабенко, Сергей Иванович
Сергей Иванович Слабе́нко (укр. Сергій Іванович Слабенко; 28 августа 1965, Луцк — 30 июля 2023, Орехов, Запорожская область) — украинский политик, народный депутат Верховной рады Украины IV созыва от блока Виктора Ющенко «Наша Украина» (2002—2006), депутат Волынского областного совета (2006—2020). Участник обороны Украины от вторжения Российской Федерации, подполковник.

## Биография
Сергей Иванович Слабенко родился 28 августа 1965 года в городе Луцке Волынской области Украинской ССР, ныне Украина.
Окончил среднюю школу № 5 города Луцка в июне 1982 года и Луцкое ПТУ № 1 в июле 1983 года. С сентября по ноябрь 1983 года работал на Луцком тарно-бондарном комбинате.
В ноябре 1983 года призван на срочную службу в Советскую Армию. С августа 1984 по июль 1988 года — курсант Курганского высшего военно-политического авиационного училища, окончил по специальности «военно-политическая авиация», квалификация «учитель истории и обществознания». С июля 1988 по май 1991 года служил в Черниговском высшем военном авиационном училище лётчиков имени Ленинского комсомола на должности заместителя командира роты связи и радиотехнического обеспечения. Уволен в запас в связи с сокращением штатов.
С июля 1991 по декабрь 1993 года — инженер Луцкого городского центра занятости населения.
С сентября 1992 по июль 1993 года учился в Международном институте рыночных отношений и предпринимательства г. Киева, окончил по специальности «организация управления производством», квалификация «менеджер-экономист».
С декабря 1993 по октябрь 1994 года работал менеджером-финансистом в ООО «Юнона» и волынском филиале АО «Омета-Инстер» (Луцк). С октября 1994 по декабрь 1997 года — менеджер-финансист и начальник отдела ПО в ООО «Континиум» (Луцк).
С ноября 1999 по июль 2002 года учился в Межрегиональной академии управления персоналом, специальность «правоведение», квалификация «юрист». Также с мая 1994 по апрель 1994 года работал в разных частных структурах Луцка на должностях директора, исполнительного директора та генерального директора.
31 марта 2002 года избран народным депутатом Украины в Верховную раду Украины IV созыва от партии «Наша Украина» (позже блок Виктора Ющенко «Наша Украина»), победив в 19-м избирательном округе (укр. Виборчий округ 19). На момент избрания был беспартийный. Обязанности исполнял с 14 мая 2002 по 25 мая 2006 года (формальное время работы Верховной рады IV созыва). Занимал пост председателя подкомитета по вопросам деятельности судов, судопроизводства и судебно-правовой реформы Комитета Верховной Рады Украины по вопросам правовой политики.
На выборах в мае 2006 года избран депутатом Волынского областного совета V созыва. С июня 2006 по октябрь 2009 года — заместитель главы Аттестационной палаты Волынской квалификационно-дисциплинарной комиссии адвокатуры. С июня 2010 года — член Аттестационной палаты Волынской квалификационно-дисциплинарной комиссии адвокатуры. 
На выборах 31 октября 2010 года снова избран депутатом Волынского областного совета по спискам партии «Наша Украина». Возглавлял фракцию партии в Волынском областном совете, был членом постоянной комиссии по вопросам экологии и рационального использования природных ресурсов.
В 2013 году владелец ФПГ «Континіум» С. Слабенко, имея 73.2 миллионов долларов США, занял 137 место в рейтинге богатейших людей Украины (укр. Найзаможніші люди України 2013) (Версия журнала «Фокус»).
На выборах 25 октября 2015 года беспартийный, проживающий в Киеве адвокат С. Слабенко, на избирательном округе № 48 избран депутатом Волынского областного совета по спискам Волынской областной партийной организации Всеукраинского объединения «Батькивщина», за него проголосовали 863 избирателя (21,67 %). Член постоянной комиссии по вопросам использования имущества общей собственности территориальных громад сел, поселков, городов области и член временной контрольной комиссии областного совета по вопросам проверки деятельности предприятий, учреждений и организаций, находящихся в общей собственности территориальных громад, сел, поселков, городов Волынской области.
Участник обороны Украины от вторжения Российской Федерации. Был призван по мобилизации на должность начальника отдела текущих боевых действий командного пункта штаба.
Подполковник Сергей Иванович Слабенко погиб в ходе боевых действий или 30 июля 2023 года (данные с надгробного памятника) или 4 августа 2023 года (по сообщениям в СМИ) в районе города Орехов Ореховской городской общины (укр. Оріхівська міська громада) Пологовского района Запорожской области Украины. 
Отпевание было 10 августа 2023 года в Свято-Троицком кафедральном соборе города Луцка. Похоронен на Аллее почётных погребений кладбища села Гаразджа Подгаецкой сельской общины (укр. Підгайцівська сільська громада) Луцкого района Волынской области Украины.

## Семья
Был женат, воспитал сына и дочь.